# Akkarampalle
Akkarampalle är en ort i Indien.   Den ligger i distriktet Chittoor och delstaten Andhra Pradesh, i den södra delen av landet, 1 700 km söder om huvudstaden New Delhi. Akkarampalle ligger 167 meter över havet och antalet invånare är 20 325.
Terrängen runt Akkarampalle är varierad. Runt Akkarampalle är det tätbefolkat, med 476 invånare per kvadratkilometer. Närmaste större samhälle är Tirupati, 1,6 km söder om Akkarampalle. Omgivningarna runt Akkarampalle är en mosaik av jordbruksmark och naturlig växtlighet.